# Cassiar (circonscription britanno-colombienne)
Pour les articles homonymes, voir Cassiar.
Circonscription électorale provinciale du Canada
Cassiar est une ancienne circonscription provinciale de la Colombie-Britannique représentée à l'Assemblée législative de la Colombie-Britannique de 1882 à 1903.
La circonscription est l'une des douze première circonscriptions de la Colombie-Britannique.

## Géographie
La circonscription comprenait la partie centrale et nord de l'île de Vancouver. Plusieurs communautés autochtones étaient situées dans cette circonscription. 

## Liste des députés
1882-1898
| Législature | Années    | Député  | Député             | Parti        |
| Cassiar     | Cassiar   | Cassiar | Cassiar            | Cassiar      |
| ----------- | --------- | ------- | ------------------ | ------------ |
| 4e          | 1882–1886 |         | John Grant         | Opposition   |
| 5e          | 1886-1890 |         | John Grant         | Opposition   |
| 6e          | 1890–1894 |         | Robert Hanley Hall | Gouvernement |
| 7e          | 1894–1898 |         | John Irving        | Gouvernement |

1898-1903
| Législature                        | Années    | Député | Député                 | Parti                   | Député | Député        | Parti        |
| ---------------------------------- | --------- | ------ | ---------------------- | ----------------------- | ------ | ------------- | ------------ |
| 8e                                 | 1898–1900 |        | Charles W. D. Clifford | Gouvernement            |        | John Irving   | Gouvernement |
| 9e                                 | 1900–1903 |        | Charles W. D. Clifford | Conservateur-Opposition |        | James Stables | Inconnu      |
| Circonscription de Atlin et Skeena |           |        |                        |                         |        |               |              |